# クラウディオ・ゴリネッリ
クラウディオ・ゴリネッリ（Claudio Golinelli、1962年5月1日 - ）は、イタリア、ピアチェンツァ出身の、元自転車競技（トラックレース）選手。国際競輪にも出場経験がある。その際の登録名は、クラウディオ・ゴリネリ。

## 経歴
1987年の世界選手権では、プロスプリントで3位、プロケイリンで本田晴美に次ぐ2位に入る。1988年の世界選手権・プロケイリンを制覇。また1989年の世界選手権では、ケイリンで連覇を達成。そしてスプリント決勝では神山雄一郎を破り、史上初めて同大会において、スプリント、ケイリンの同一年度における二冠を達成した。その後、1990年、1991年の世界選手権でもメダルを獲得した。